# Onychonycteris finneyi
Onychonycteris finneyi és el més primitiu dels dos gèneres monotípics de ratpenats més antics coneguts. Visqué a l'àrea del que avui en dia és Wyoming, durant el període Eocè (fa 52,5 milions d'anys).

## Història i descripció
El 2003 es trobaren dos espècimens d'Onychonycteris a la formació del Green River, que foren classificats dins una nova família quan el descobriment fou publicat a Nature el febrer del 2008. Onychonycteris apareix juntament amb Icaronycteris index, antigament considerada l'espècie de ratpenat més antiga coneguda. Onychonycteris era únic entre els ratpenats pel fet que tenia urpes als cinc dits, mentre que la resta d'espècies conegudes en tenen a dos o tres, i d'aquí el nom Onychonycteris, que significa "ratpenat amb urpes". L'epítet específic és en homenatge al prospector i preparador de fòssils que el descobrí, Bonnie Finney.